# Gran Premio d'Australia 2006
Il Gran Premio d'Australia 2006 è stata la terza prova della stagione 2006 del campionato mondiale di Formula 1. La gara si è tenuta domenica 2 aprile sul circuito di Albert Park a Melbourne ed è stata vinta dallo spagnolo Fernando Alonso su Renault, al decimo successo in carriera; Alonso ha preceduto all'arrivo il finlandese Kimi Räikkönen su McLaren-Mercedes e il tedesco Ralf Schumacher su Toyota.

## Prove

### Risultati
Nella prima sessione del venerdì si è avuta questa situazione:
| Pos | Nº | Pilota             | Costruttore | Tempo    | Gap    | Giri |
| --- | -- | ------------------ | ----------- | -------- | ------ | ---- |
| 1   | 36 | Anthony Davidson   | Honda       | 1'28"259 |        | 26   |
| 2   | 37 | Robert Doornbos    | RBR-Ferrari | 1'28"559 | +0"300 | 19   |
| 3   | 17 | Jacques Villeneuve | BMW Sauber  | 1'28"595 | +0"336 | 16   |

Nella seconda sessione del venerdì si è avuta questa situazione:
| Pos | Nº | Pilota           | Costruttore       | Tempo    | Gap    | Giri |
| --- | -- | ---------------- | ----------------- | -------- | ------ | ---- |
| 1   | 36 | Anthony Davidson | Honda             | 1'26"822 |        | 28   |
| 2   | 35 | Alexander Wurz   | Williams-Cosworth | 1'26"832 | +0"010 | 27   |
| 3   | 38 | Robert Kubica    | BMW Sauber        | 1'27"200 | +0"378 | 25   |

Nella sessione del sabato mattina si è avuta questa situazione:
| Pos | Nº | Pilota             | Costruttore  | Tempo    | Gap    | Giri |
| --- | -- | ------------------ | ------------ | -------- | ------ | ---- |
| 1   | 16 | Nick Heidfeld      | BMW Sauber   | 1'35"335 |        | 10   |
| 2   | 17 | Jacques Villeneuve | BMW Sauber   | 1'36"281 | +0"946 | 16   |
| 3   | 20 | Vitantonio Liuzzi  | STR-Cosworth | 1'36"373 | +1"038 | 10   |

## Qualifiche

### Resoconto
Nella prima sessione, nella quale vengono solitamente eliminati i piloti delle tre scuderie inferiori, nelle ultime cinque posizioni si trovano le due Super Aguri, le due Midland e la Toro Rosso di Speed. L'altra Toro Rosso, quella di Liuzzi, riesce a ottenere un tempo di quasi un secondo inferiore rispetto a quello di Barrichello, che viene così clamorosamente eliminato.
La seconda sessione, quella che nasconde più incognite in quanto nei precedenti appuntamenti è stata la sessione che ha visto l'eliminazione dei leader del mondiale, si apre con un problema occorso alla vettura di Massa, che non potrà disputare il turno e partirà così sedicesimo. Jacques Villeneuve ottiene l'ultimo tempo utile per raggiungere la Q3 eliminando il sette volte campione del mondo Michael Schumacher, anche se per soli quattro millesimi. Ottima prestazione per l'italiano Liuzzi, che pur venendo eliminato porta la sua Toro Rosso al tredicesimo posto.
Si arriva così all'ultima sessione: senza le Ferrari, eliminate nella Q2, ci si aspetta una prima fila monopolizzata dalla Renault; è però Jenson Button, all'ultimo tentativo, a ottenere la terza pole position della sua carriera e la seconda e ultima della Honda come costruttore, battendo la prestazione di riferimento ottenuta precedentemente da Fisichella. Trulli non è riuscito a segnare un tempo e quindi prenderà il via dalla decima posizione.

### Risultati
Nella sessione di qualifica si è avuta questa situazione:
| Pos | Nº | Pilota               | Costruttore       | Q1       | Q2          | Q3          | Griglia |
| --- | -- | -------------------- | ----------------- | -------- | ----------- | ----------- | ------- |
| 1   | 12 | Jenson Button        | Honda             | 1'28"081 | 1'26"337    | 1'25"229    | 1       |
| 2   | 2  | Giancarlo Fisichella | Renault           | 1'27"765 | 1'26"196    | 1'25"635    | 2       |
| 3   | 1  | Fernando Alonso      | Renault           | 1'28"569 | 1'25"729    | 1'25"778    | 3       |
| 4   | 3  | Kimi Räikkönen       | McLaren-Mercedes  | 1'27"193 | 1'26"161    | 1'25"822    | 4       |
| 5   | 4  | Juan Pablo Montoya   | McLaren-Mercedes  | 1'27"079 | 1'25"902    | 1'25"976    | 5       |
| 6   | 7  | Ralf Schumacher      | Toyota            | 1'28"007 | 1'26"596    | 1'26"612    | 6       |
| 7   | 9  | Mark Webber          | Williams-Cosworth | 1'27"669 | 1'26"075    | 1'26"937    | 7       |
| 8   | 16 | Nick Heidfeld        | BMW Sauber        | 1'27"796 | 1'26"014    | 1'27"579    | 8       |
| 9   | 17 | Jacques Villeneuve   | BMW Sauber        | 1'28"460 | 1'26"714    | 1'29"239    | 19      |
| 10  | 8  | Jarno Trulli         | Toyota            | 1'27"748 | 1'26"327    | senza tempo | 9       |
| 11  | 5  | Michael Schumacher   | Ferrari           | 1'28"228 | 1'26"718    | N.D.        | 10      |
| 12  | 14 | David Coulthard      | RBR-Ferrari       | 1'28"408 | 1'27"023    | N.D.        | 11      |
| 13  | 20 | Vitantonio Liuzzi    | STR-Cosworth      | 1'28"999 | 1'27"219    | N.D.        | 12      |
| 14  | 15 | Christian Klien      | RBR-Ferrari       | 1'28"757 | 1'27"591    | N.D.        | 13      |
| 15  | 10 | Nico Rosberg         | Williams-Cosworth | 1'28"351 | 1'29"422    | N.D.        | 14      |
| 16  | 6  | Felipe Massa         | Ferrari           | 1'28"868 | senza tempo | N.D.        | 15      |
| 17  | 11 | Rubens Barrichello   | Honda             | 1'29"943 | N.D.        | N.D.        | 16      |
| 18  | 19 | Christijan Albers    | MF1-Toyota        | 1'30"226 | N.D.        | N.D.        | 17      |
| 19  | 21 | Scott Speed          | STR-Cosworth      | 1'30"426 | N.D.        | N.D.        | 18      |
| 20  | 18 | Tiago Monteiro       | MF1-Toyota        | 1'30"709 | N.D.        | N.D.        | 20      |
| 21  | 22 | Takuma Satō          | Super Aguri-Honda | 1'32"279 | N.D.        | N.D.        | 21      |
| 22  | 23 | Yuji Ide             | Super Aguri-Honda | 1'36"164 | N.D.        | N.D.        | 22      |

In grassetto sono indicate le migliori prestazioni in Q1, Q2 e Q3.

## Gara

### Resoconto
Prima della gara si crede che il più leggero tra i piloti di vertice sia Jenson Button, autore della pole position. Al via Button scatta bene mantenendo la prima posizione, che manterrà tuttavia per soli tre giri. Nelle retrovie invece Rosberg, Klien e Massa rimangono coinvolti in un incidente: se il pilota tedesco e il pilota brasiliano sono immediatamente costretti al ritiro, l'austriaco riesce a proseguire per poi ritirarsi quattro giri dopo. La prima tornata di soste è aperta all'ottavo giro da Tiago Monteiro, il pilota portoghese della Midland, mentre tra i piloti di vertice il primo a fermarsi è Montoya, al diciottesimo giro, seguito un giro dopo, come da previsione, da Button, Ralf Schumacher e Fisichella. Il leader della gara si ferma un giro dopo e lascia la prima posizione a Kimi Räikkönen, che la detiene per un solo giro. Dopo la sosta del finlandese sale in testa il pilota di casa Mark Webber, che è costretto al ritiro per un problema al cambio nel corso del ventiduesimo giro. La gara prosegue con Alonso che esce davanti al finlandese anche al secondo pit stop e va a vincere la gara. Button, 5º all'inizio dell'ultimo giro, si ritira con il motore in fiamme a pochi metri dal traguardo. Ralf Schumacher giunge terzo, salendo sul podio per l'ultima volta nella sua carriera

### Risultati
I risultati del Gran Premio sono i seguenti:
| Pos | Nº | Pilota               | Costruttore       | Giri | Tempo/Ritiro                | Griglia | Punti |
| --- | -- | -------------------- | ----------------- | ---- | --------------------------- | ------- | ----- |
| 1   | 1  | Fernando Alonso      | Renault           | 57   | 1h34'27"870                 | 3       | 10    |
| 2   | 3  | Kimi Räikkönen       | McLaren-Mercedes  | 57   | +1"829                      | 4       | 8     |
| 3   | 7  | Ralf Schumacher      | Toyota            | 57   | +24"824                     | 6       | 6     |
| 4   | 16 | Nick Heidfeld        | BMW Sauber        | 57   | +31"032                     | 8       | 5     |
| 5   | 2  | Giancarlo Fisichella | Renault           | 57   | +38"421                     | PL      | 4     |
| 6   | 17 | Jacques Villeneuve   | BMW Sauber        | 57   | +49"554                     | 19      | 3     |
| 7   | 11 | Rubens Barrichello   | Honda             | 57   | +51"904                     | 16      | 2     |
| 8   | 14 | David Coulthard      | RBR-Ferrari       | 57   | +53"983                     | 11      | 1     |
| 9   | 21 | Scott Speed          | STR-Cosworth      | 57   | +1'18"817                   | 18      |       |
| 10  | 12 | Jenson Button        | Honda             | 56   | Motore                      | 1       |       |
| 11  | 19 | Christijan Albers    | MF1-Toyota        | 56   | +1 giro                     | 17      |       |
| 12  | 22 | Takuma Satō          | Super Aguri-Honda | 55   | +2 giri                     | 21      |       |
| 13  | 23 | Yuji Ide             | Super Aguri-Honda | 54   | +3 giri                     | 22      |       |
| Rit | 4  | Juan Pablo Montoya   | McLaren-Mercedes  | 46   | Elettronica                 | 5       |       |
| Rit | 18 | Tiago Monteiro       | MF1-Toyota        | 39   | Idraulica                   | 20      |       |
| Rit | 20 | Vitantonio Liuzzi    | STR-Cosworth      | 37   | Incidente                   | 12      |       |
| Rit | 5  | Michael Schumacher   | Ferrari           | 32   | Incidente                   | 10      |       |
| Rit | 9  | Mark Webber          | Williams-Cosworth | 22   | Trasmissione                | 7       |       |
| Rit | 15 | Christian Klien      | RBR-Ferrari       | 4    | Incidente                   | 13      |       |
| Rit | 8  | Jarno Trulli         | Toyota            | 0    | Collisione con D. Coulthard | 9       |       |
| Rit | 10 | Nico Rosberg         | Williams-Cosworth | 0    | Danni da incidente          | 14      |       |
| Rit | 6  | Felipe Massa         | Ferrari           | 0    | Collisione con N. Rosberg   | 15      |       |

## Classifiche mondiali

### Piloti
| Pos | Pilota               | Punti |
| --- | -------------------- | ----- |
| 1   | Fernando Alonso      | 28    |
| 2   | Giancarlo Fisichella | 14    |
| 3   | Kimi Räikkönen       | 14    |
| 4   | Michael Schumacher   | 11    |
| 5   | Jenson Button        | 11    |
| 6   | Juan Pablo Montoya   | 9     |
| 7   | Ralf Schumacher      | 7     |
| 8   | Nick Heidfeld        | 5     |
| 9   | Jacques Villeneuve   | 5     |
| 10  | Felipe Massa         | 4     |
| 11  | Mark Webber          | 3     |
| 12  | Nico Rosberg         | 2     |
| 13  | Rubens Barrichello   | 2     |
| 14  | David Coulthard      | 1     |
| 15  | Christian Klien      | 1     |

### Costruttori
| Pos | Costruttore       | Punti |
| --- | ----------------- | ----- |
| 1   | Renault           | 42    |
| 2   | McLaren-Mercedes  | 23    |
| 3   | Ferrari           | 15    |
| 4   | Honda             | 13    |
| 5   | BMW Sauber        | 10    |
| 6   | Toyota            | 7     |
| 7   | Williams-Cosworth | 5     |
| 8   | RBR-Ferrari       | 2     |

## Decisioni della FIA
Scott Speed, oltre a ricevere una penalità di venticinque secondi sul tempo di gara, riceve una reprimenda per non aver rispettato le bandiere gialle. Lo statunitense è stato inoltre multato di 5 000 $ per aver utilizzato un linguaggio offensivo nei confronti di un suo rivale durante l'udienza dei commissari sportivi.
Takuma Satō riceve una reprimenda per aver ignorato le bandiere blu.